# Cartuja de Florencia

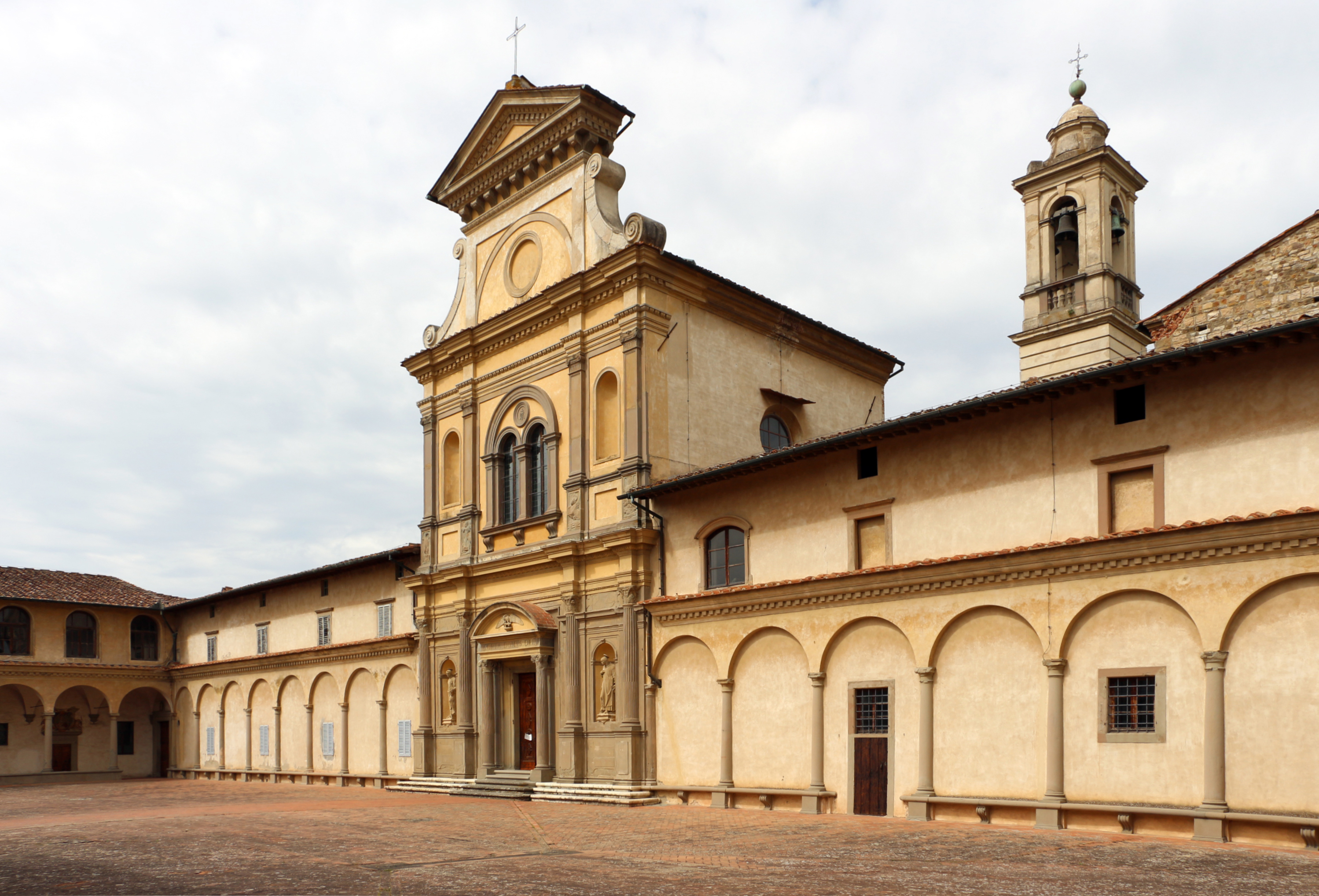
Iglesia de la cartuja de Florencia

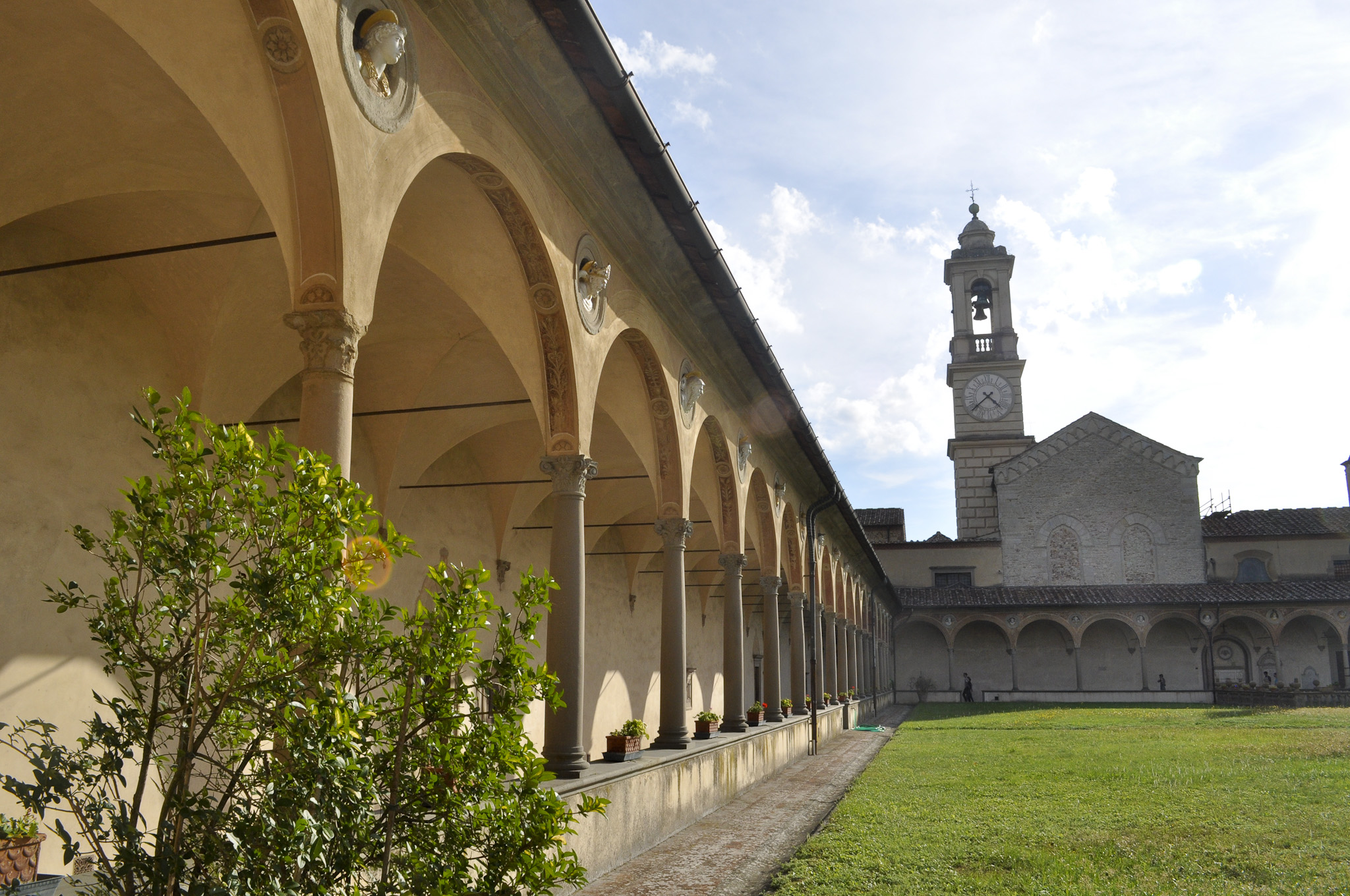
El claustro del monasterio

La cartuja de Florencia (Certosa di Firenze o certosa di Galluzzo) es una cartuja, o monasterio de la Orden de los Cartujos, situada en el suburbio de Galluzzo en Florencia. El edificio es un conjunto amurallado situado en el monte Acuto, en el punto de confluencia de los ríos Ema y Greve.
La cartuja fue fundada en 1341 por el noble florentino Niccolò Acciaioli, gran senescal del Reino de Nápoles, pero continuó ampliándose a lo largo de los siglos como receptor de numerosas donaciones.

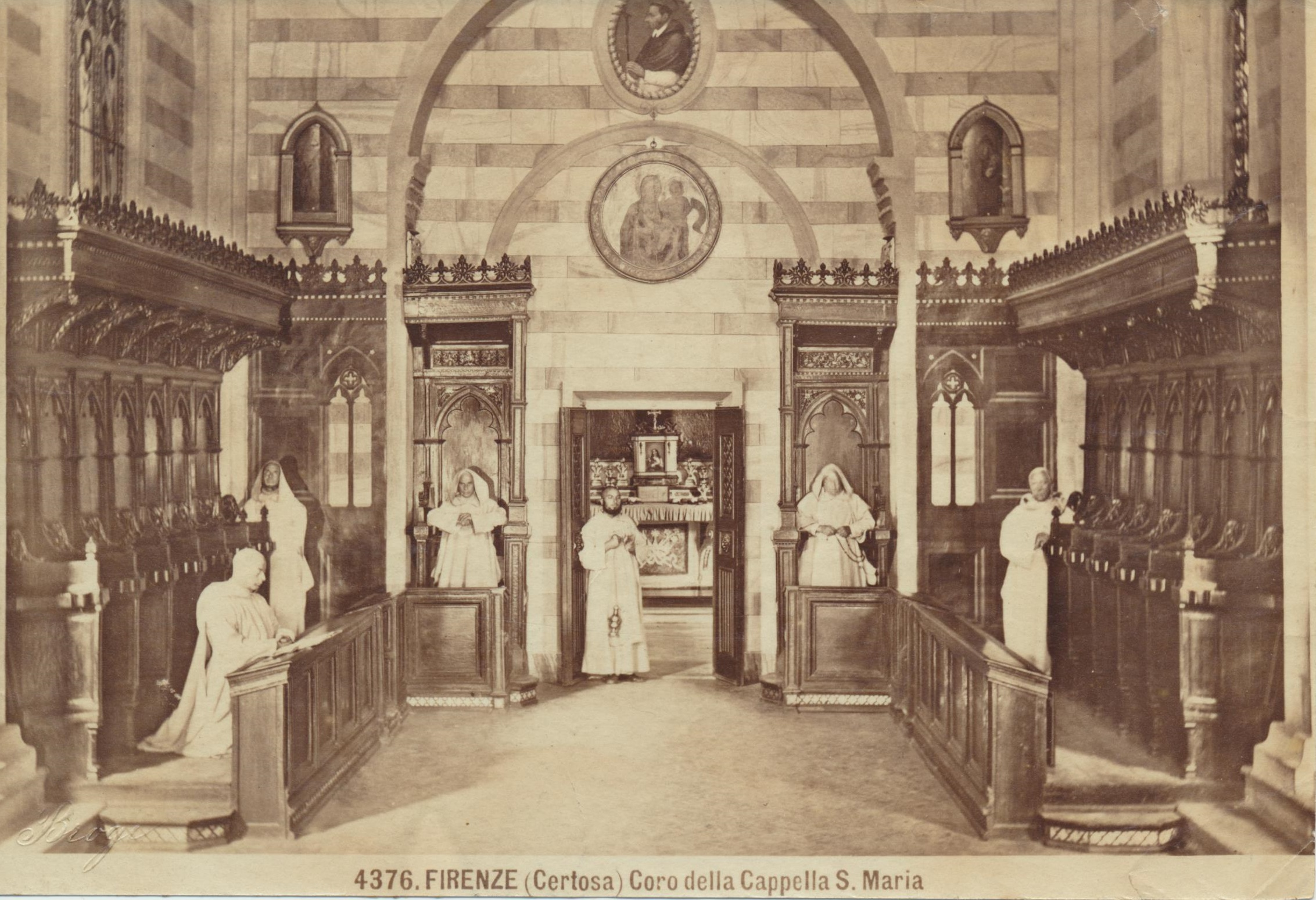
Florencia, Certosa, Cartuja, capilla, ca.1878

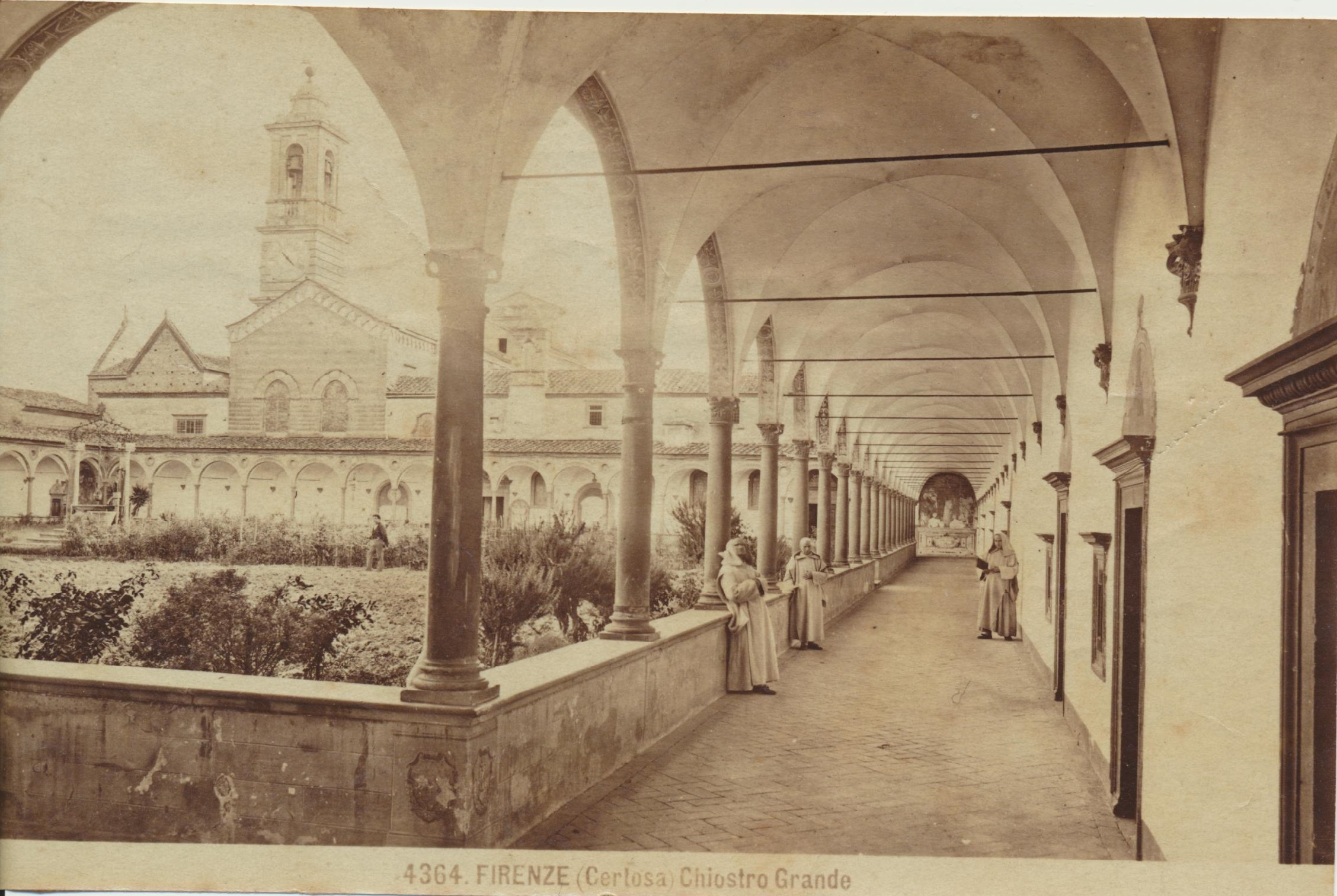
Florencia, Certosa, Cartuja, claustro, ca.1878

En 1958, el monasterio pasó a manos de los monjes cistercienses.
En la actualidad, la sala capitular alberga cinco lunetos al fresco de Pontormo procedentes del claustro, dañados por la exposición a la intemperie.
La cartuja inspiró a Le Corbusier para sus proyectos urbanísticos.
El monasterio alberga la «Società Internazionale per lo Studio del Medioevo Latino», un instituto cultural italiano sin ánimo de lucro.

## Pasión de Cristo (Pontormo)

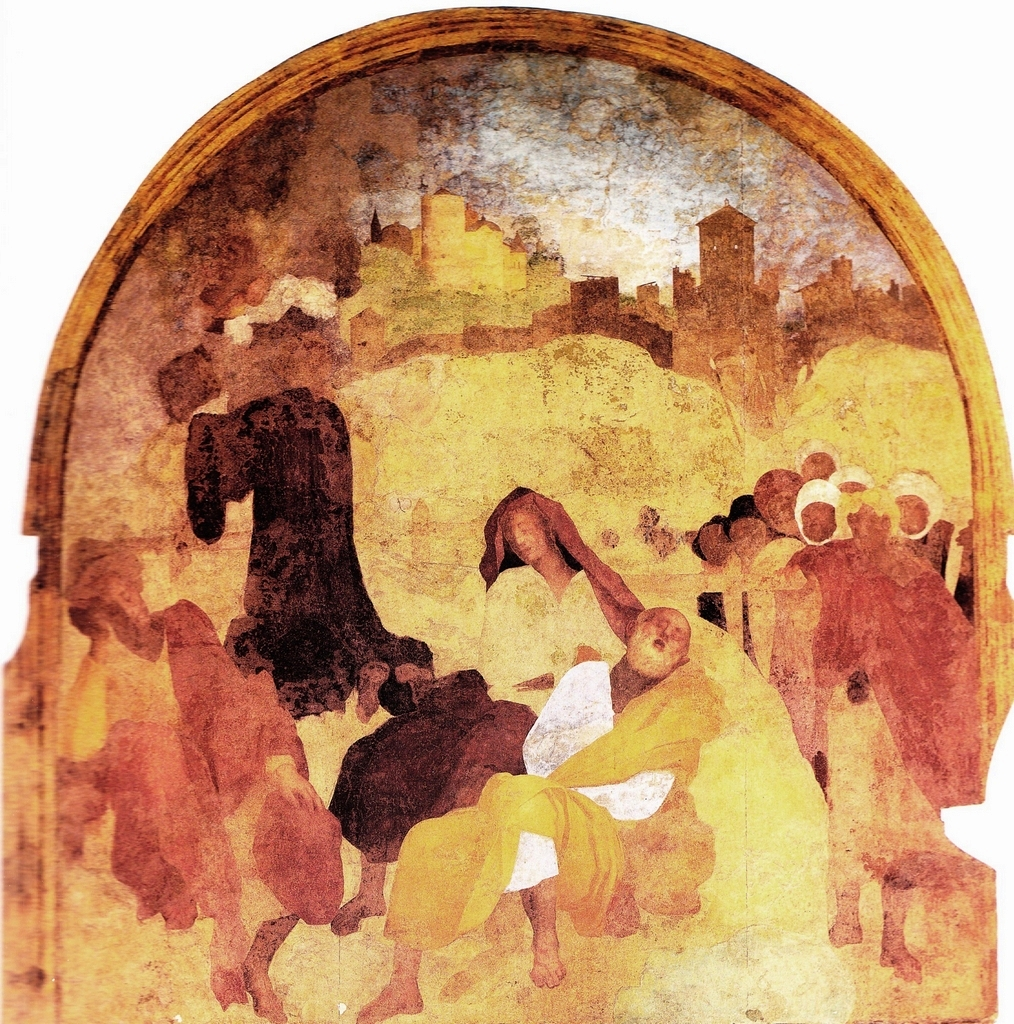
Agonía en el Huerto
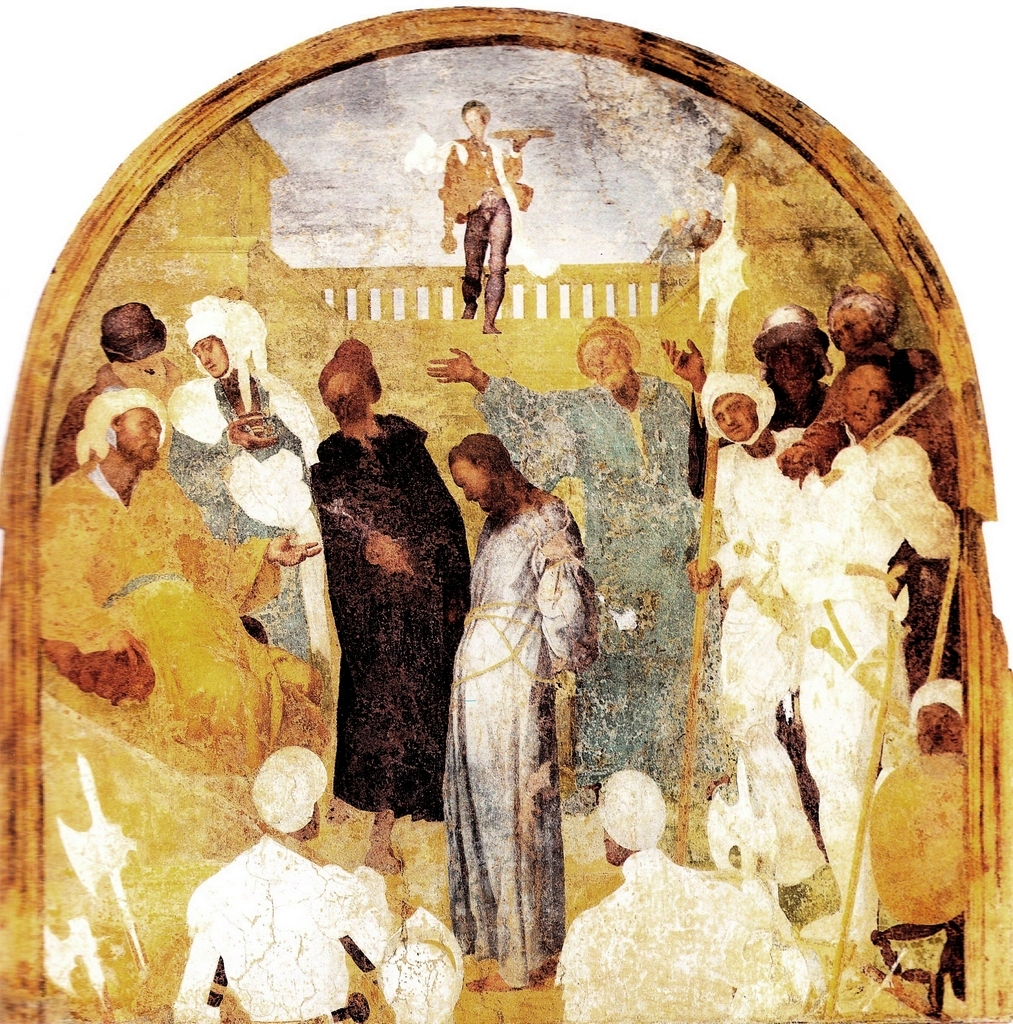
Cristo ante Pilato
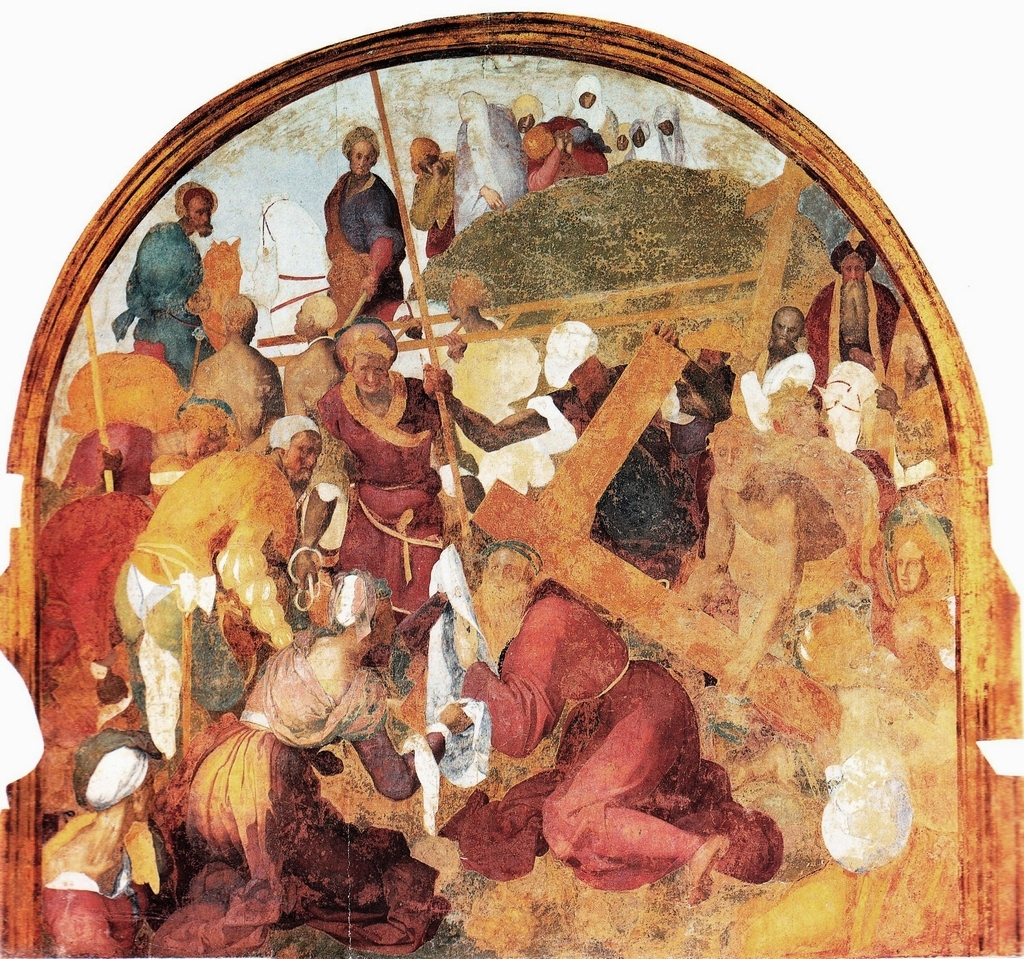
Cristo lleva su cruz
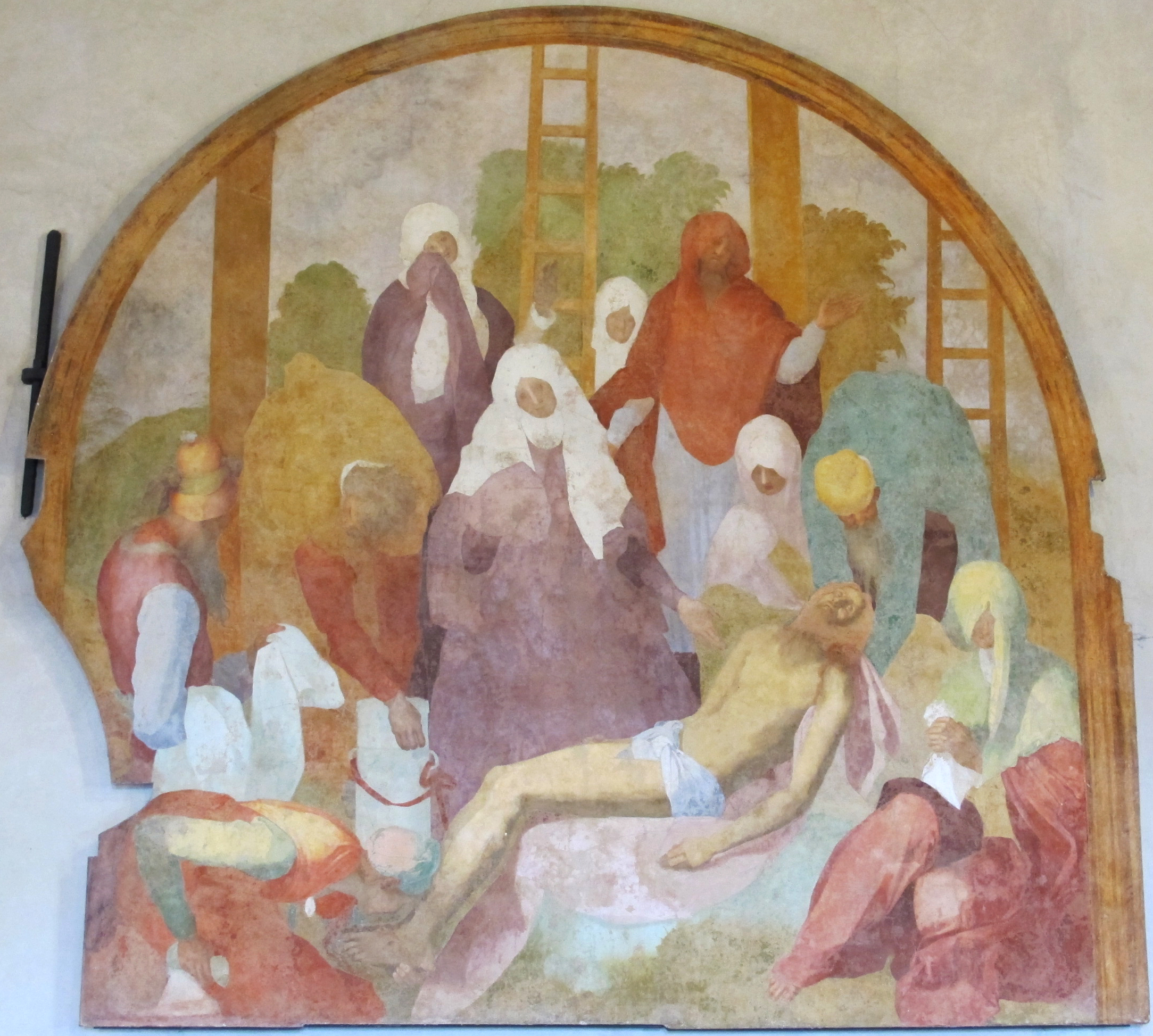
Deposición
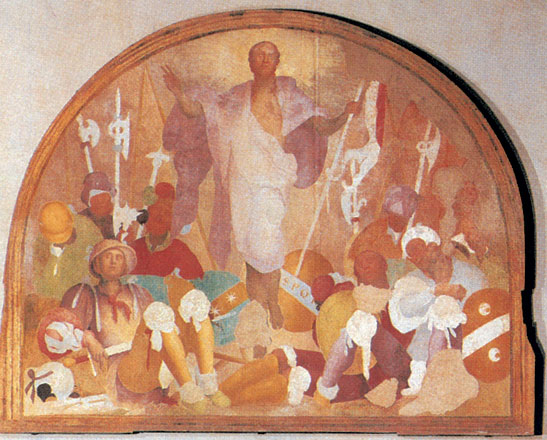
Resurrección